# Peter Hansen (wielrenner)
Peter Øxenberg Hansen (Nørreby, 23 oktober 2005) is een Deens wielrenner.

## Carrière
Als tweedejaars junior behaalde Hansen meerdere overwinningen en ereplaatsen in met name het Deense circuit. Daarnaast werd hij onder meer zesde in de juniorenversie van Luik-Bastenaken-Luik en won hij het eindklassement in de Acht van Bladel.
In 2024 maakte Hansen, als eerstejaars belofte, de overstap naar Team ColoQuick. In maart zette hij de snelste tijd neer op het Stravasegment op de Coll de Rates, wat eerder werd gedaan door toenmalig ColoQuickrenners Jonas Vingegaard en Jacob Hindsgaul, die beiden later prof werden. Begin mei werd Hansen, achter Wessel Mouris, tweede in Eschborn-Frankfurt voor beloften. Later die maand won hij een etappe in de Orlen Nations Grand Prix. In juni werd hij, als 18-jarige, achtste op het nationale kampioenschap tijdrijden bij de eliterenners. Eind juni werd bekend dat hij in 2025 prof zou worden bij INEOS Grenadiers. Later maakte de ploeg echter bekend dat hij in 2025 bij Team Lotto Kern-Haus PSD Bank, waar de ploeg een samenwerking mee had gesloten, werd gestald. Per 1 augustus maakte hij alsnog de overstap naar het WorldTeam.

## Overwinningen
2023
Eindklassement Acht van Bladel
2024
4e etappe Orlen Nations Grand Prix

## Ploegen
- 2024 –  Team ColoQuick
- 2025 –  Team Lotto Kern-Haus PSD Bank (tot 29 juni)
- 2025 –  INEOS Grenadiers (vanaf 1 augustus)